# Yên Tiền Văn công
Yên Tiền Văn công (chữ Hán: 燕前文公; trị vì: 554 TCN-549 TCN), là vị vua thứ 24 của nước Yên - chư hầu nhà Chu trong lịch sử Trung Quốc.
Không rõ tên thật và thân thế của ông. Năm 555 TCN, vua thứ 23 của nước Yên là Yên Vũ công qua đời, ông lên nối ngôi, tức Yên Văn công, nhưng thường gọi là Yên Tiền Văn công để phân biệt với Yên Hậu Văn công, vị vua nước Yên từ 361 TCN-333 TCN.
Dưới thời Văn công, Đông Hồ lại cường thịnh, uy hiếp nước Yên. Văn công sợ thế Đông Hồ, lại thiên đô về phía nam.
Năm 549 TCN, Yên Tiền Văn công mất. Ông ở ngôi 6 năm. Yên Ý công lên nối ngôi.